# Кидд-Гилкрист, Майкл
Майкл Энтони Эдвард Кидд-Гилкрист (англ. Michael Anthony Edward Kidd-Gilchrist; родился 26 сентября 1993 года в Филадельфии, штат Пенсильвания, США) — американский профессиональный баскетболист, в последнее время выступавший за клуб НБА «Даллас Маверикс». Играет на позиции лёгкого форварда. Был выбран в первом раунде под общим 2-м номером на драфте НБА 2012 года клубом «Шарлотт Бобкэтс».

## Спортивная карьера

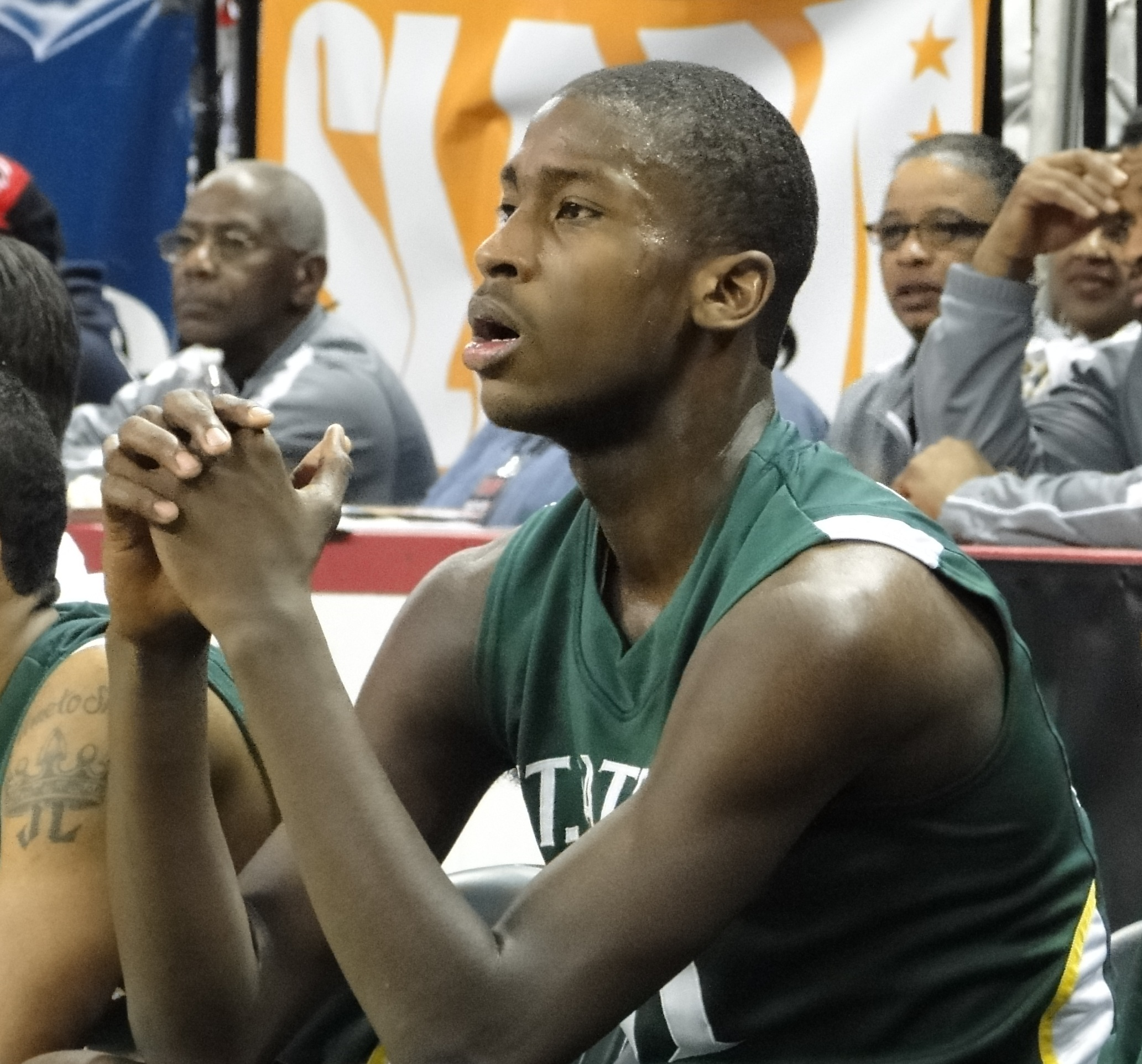
Кидд-Гилкрист во время игры за школьную команду (февраль 2010 года)

Отец Майкла был застрелен 11 августа 1996 года, когда сыну было менее 3 лет. Был воспитан матерью, которую зовут Синди Ричардсон. Летом 2011 года Майкл добавил к фамилии Гилкрист, которую носил с рождения, вторую часть — Кидд, в честь своего дяди Даррина Кидда, который умер незадолго до этого и оказал большое влияние на Майкла.
В 2011 году Кидд-Гилкрист был признан лучшим баскетболистом США среди школьников по версии ESPN. В 2012 году он стал чемпионом США среди студентов в составе команды Университета Кентукки и был включён во вторую пятёрку лучших игроков чемпионата. После единственного сезона в студенческом баскетболе Кидд-Гилкрист вместе с четырьмя другими игроками стартовой пятёрки Университета Кентукки выставил свою кандидатуру на драфт НБА. Баскетбольные аналитики прогнозировали, что он будет выбран на драфте в первой пятёрке игроков.

## НБА
28 июня 2012 года Кидд-Гилкрист был выбран под 2-м номером на драфте НБА 2012 года командой «Шарлотт Бобкэтс».
26 августа 2015 года Кидд-Гилкрист продлил контракт с «Хорнетс» на четыре года, по которому зарплата баскетболиста составит 52 млн долларов. 3 октября в предсезонной игре против «Орландо Мэджик» Майкл получил травму плеча. Два дня спустя он перенёс операцию на плече и выбыл на шесть месяцев.

## Статистика

### Статистика в НБА
| Сезон                                                                                    | Команда | Регулярный сезон | Регулярный сезон | Регулярный сезон | Регулярный сезон | Регулярный сезон | Регулярный сезон | Регулярный сезон | Регулярный сезон | Регулярный сезон | Регулярный сезон | Регулярный сезон | Серия плей-офф | Серия плей-офф | Серия плей-офф | Серия плей-офф | Серия плей-офф | Серия плей-офф | Серия плей-офф | Серия плей-офф | Серия плей-офф | Серия плей-офф | Серия плей-офф |
| Сезон                                                                                    | Команда | GP               | GS               | MPG              | FG%              | 3P%              | FT%              | RPG              | APG              | SPG              | BPG              | PPG              | GP             | GS             | MPG            | FG%            | 3P%            | FT%            | RPG            | APG            | SPG            | BPG            | PPG            |
| ---------------------------------------------------------------------------------------- | ------- | ---------------- | ---------------- | ---------------- | ---------------- | ---------------- | ---------------- | ---------------- | ---------------- | ---------------- | ---------------- | ---------------- | -------------- | -------------- | -------------- | -------------- | -------------- | -------------- | -------------- | -------------- | -------------- | -------------- | -------------- |
| 2012/13                                                                                  | Шарлотт | 78               | 77               | 26,0             | 45,8             | 22,2             | 74,9             | 5,8              | 1,5              | 0,7              | 0,9              | 9,0              | Не участвовал  | Не участвовал  | Не участвовал  | Не участвовал  | Не участвовал  | Не участвовал  | Не участвовал  | Не участвовал  | Не участвовал  | Не участвовал  | Не участвовал  |
| 2013/14                                                                                  | Шарлотт | 62               | 62               | 24,2             | 47,3             | 11,1             | 61,4             | 5,2              | 0,8              | 0,7              | 0,6              | 7,2              | 4              | 4              | 22,8           | 51,9           | 0,0            | 60,0           | 6,5            | 1,5            | 0,0            | 0,5            | 8,5            |
| 2014/15                                                                                  | Шарлотт | 55               | 52               | 28,9             | 46,5             | 0,0              | 70,1             | 7,6              | 1,4              | 0,5              | 0,7              | 10,9             | Не участвовал  | Не участвовал  | Не участвовал  | Не участвовал  | Не участвовал  | Не участвовал  | Не участвовал  | Не участвовал  | Не участвовал  | Не участвовал  | Не участвовал  |
| 2015/16                                                                                  | Шарлотт | 7                | 7                | 29,2             | 54,1             | 42,9             | 69,0             | 6,4              | 1,3              | 0,4              | 0,4              | 12,7             | Не участвовал  | Не участвовал  | Не участвовал  | Не участвовал  | Не участвовал  | Не участвовал  | Не участвовал  | Не участвовал  | Не участвовал  | Не участвовал  | Не участвовал  |
| 2016/17                                                                                  | Шарлотт | 81               | 81               | 29,0             | 47,7             | 11,1             | 78,4             | 7,0              | 1,4              | 1,0              | 1,0              | 9,2              | Не участвовал  | Не участвовал  | Не участвовал  | Не участвовал  | Не участвовал  | Не участвовал  | Не участвовал  | Не участвовал  | Не участвовал  | Не участвовал  | Не участвовал  |
| 2017/18                                                                                  | Шарлотт | 74               | 74               | 25,0             | 50,4             | 0,0              | 68,4             | 4,1              | 1,0              | 0,7              | 0,4              | 9,2              | Не участвовал  | Не участвовал  | Не участвовал  | Не участвовал  | Не участвовал  | Не участвовал  | Не участвовал  | Не участвовал  | Не участвовал  | Не участвовал  | Не участвовал  |
| 2018/19                                                                                  | Шарлотт | 64               | 3                | 18,4             | 47,6             | 34,0             | 77,2             | 3,8              | 1,0              | 0,5              | 0,6              | 6,7              | Не участвовал  | Не участвовал  | Не участвовал  | Не участвовал  | Не участвовал  | Не участвовал  | Не участвовал  | Не участвовал  | Не участвовал  | Не участвовал  | Не участвовал  |
| 2019/20                                                                                  | Шарлотт | 12               | 0                | 13,3             | 34,0             | 29,4             | 77,8             | 2,9              | 0,8              | 0,0              | 0,3              | 4,0              | Не участвовал  | Не участвовал  | Не участвовал  | Не участвовал  | Не участвовал  | Не участвовал  | Не участвовал  | Не участвовал  | Не участвовал  | Не участвовал  | Не участвовал  |
| 2019/20                                                                                  | Даллас  | 13               | 0                | 9,3              | 30,8             | 0,0              | 80,0             | 2,5              | 0,3              | 0,2              | 0,2              | 0,9              | 6              | 0              | 9,2            | 28,6           | 22,2           | 66,7           | 1,0            | 0,5            | 0,2            | 0,2            | 2,3            |
|                                                                                          | Всего   | 446              | 356              | 24,6             | 47,4             | 27,2             | 71,5             | 5,4              | 1,2              | 0,7              | 0,7              | 8,4              | 10             | 4              | 14,6           | 43,9           | 20,0           | 62,5           | 3,2            | 0,9            | 0,1            | 0,3            | 4,8            |
| Наведите курсор мыши на аббревиатуры в заголовке таблицы, чтобы прочесть их расшифровку. |         |                  |                  |                  |                  |                  |                  |                  |                  |                  |                  |                  |                |                |                |                |                |                |                |                |                |                |                |

### Статистика в колледже
| Сезон                                                                                   | Команда  | GP | GS | MPG  | FG%  | 3P%  | FT%  | RPG | APG | SPG | BPG | PPG  |  |
| --------------------------------------------------------------------------------------- | -------- | -- | -- | ---- | ---- | ---- | ---- | --- | --- | --- | --- | ---- |  |
| 2011/12                                                                                 | Кентукки | 40 | 39 | 31,1 | 49,1 | 25,5 | 74,5 | 7,4 | 1,9 | 1,0 | 1,0 | 11,9 |  |
|                                                                                         | Всего    | 40 | 39 | 31,1 | 49,1 | 25,5 | 74,5 | 7,4 | 1,9 | 1,0 | 1,0 | 11,9 |  |
| Наведите курсор мыши на аббревиатуры в заголовке таблицы, чтобы прочесть их расшифровку |          |    |    |      |      |      |      |     |     |     |     |      |  |